# 레나 뉘만
레나 뉘만(Lena Nyman, 1944년 5월 23일 ~ 2011년 2월 4일)은 스웨덴의 배우이다. 제5회 굴드바게상 여우주연상 수상자이다.

## 출연 작품
- 일루시브 트랙스 (2003)
- 펫슨과 핀더스 2 (2000)
- 드림 하우스 (1993)
- 산적의 딸 로냐 (1984)
- 천사의 분노, 복수의 천사들 (1982)
- 라스무스와 방랑자 (1981)
- 피카소의 모험 (1978)
- 가을 소나타 (1978)
- 릴리즈 더 프리즈너스 투 스프링 (1975)